# Arnstein (Gemeinde Voitsberg)
Arnstein (Ausspracheⓘ) ist eine Rotte im Köflach-Voitsberger Becken in der Weststeiermark wie auch eine Katastralgemeinde der Stadtgemeinde Voitsberg im Bezirk Voitsberg. Sie war von 1850 bis zum 1. Januar 1968 eine eigenständige politische Gemeinde.

## Ortsname und Geografie
Der erste Namensbestandteil Arn- könnte sich von dem Personen- oder Hofnamen Narn, Narr, Nahr oder Nar ableiten. Der zweite Namensteil -stein bedeutet so viel wie steiniger Berg. Der Ortsname weist also auf einen steinigen Berg hin, welcher in einem Bezug zu einer Person oder einem Bauernhof steht.
Arnstein liegt im südöstlichen Teil der Stadtgemeinde Voitsberg, südöstlich des Hauptortes Voitsberg, am an den Hängen des Höhenzuges östlich des Kobererkogels zwischen der Kainach und der Teigitsch. Im Westen, Nordwesten, Norden sowie Nordosten grenzt Arnstein an die ebenfalls zur Stadtgemeinde Voitsberg gehörenden Katastralgemeinden Kowald, Voitsberg Vorstadt, Lobming und Thallein. Im Osten und Süden verläuft entlang der Kainach und der Teigitsch die Grenze zu Krottendorf-Gaisfeld mit den Katastralgemeinden Gasselberg, Gaisfeld und Krottendorf bei Ligist. Im Südwesten bildet die L348 die Grenze zur Katastralgemeinde Großwöllmiß der Gemeinde Sankt Martin am Wöllmißberg.
Zu Aichegg gehören noch die Streusiedlung Teigitschgraben sowie die Einzellagen Kirschner, Kopp, Ranfüchsl, Schabl, Scherlenz und Schwager.

## Geschichte
Die erste urkundliche Erwähnung als der Narrenstein erfolgte im Jahr 1414. Weitere Erwähnungen folgten 1498 als am Arn, 1568 als in der Teykyitsch an der Arnsten sowie ab der Zeit um 1790 als Arnstein. Im Hochmittelalter war Arnstein ein Rodungsgebiet mit Einzelhöfen und Einödfluren. Die Herrschaft Leonroth hatte neben 19 Bergholden und ein Weinzehnt sowie bis 1585 ein Mostzehnt in Arnstein und bis etwa 1700 befand sich der Hofwald der Herrschaft Krems in Arnstein. Die Einwohner von Arnstein gehörten bis 1848 zu verschiedenen Grundherrschaften, so etwa zu Greißenegg, Leonroth, Obervoitsberg Reiteregg sowie dem Amt Dürnberg der Herrschaft Krems. Die Einwohner mussten eine Gült an das Voitsberger Karmeliterkloster zahlen während der Garbenzehnt zu zwei Drittel an die Herrschaft Greißenegg ging. Weiters war Arnstein ein Werbbezirk der Herrschaft Greißenegg.
Für die Zeit um 1840 sind für das Gemeindegebiet noch einige Weingärten belegt. Für dieselbe Zeit ist bei der Mündung des Gößnitzbachs in die Teigitsch ein Verkohlungsplatz für das Holz belegt, das vom hinter Hirschegg gelegenen Reiner-Wald hierher geschwemmt wurde. Mit der Kohle wurde das Schweigerhofsche Eisenwerk in Krems beliefert. An der Stelle des Verkohlungsplatzes wurde später eine Holzschleife für die Voitsberger Papierfabrik Kranz errichtet. Am linken Ufer des Gößnitzbaches ließ in den Jahren 1853/54 der Gewerke Carl Mayr durch Schurfstollen nach Eisenerz suchen. Es wurden dabei Lagerstätten gefunden, welche jedoch nur eine geringe Ausdehnung hatten, weshalb nicht um Freifahrung angesucht wurde. Im Jahr 1868 gehörte Arnstein zum Sanitätsrayon Voitsberg und die medizinische Versorgung erfolgte von Voitsberg aus.
Im Jahr 1850 wurde mit der Konstituierung der freien Gemeinden die eigenständige Gemeinde Arnstein gegründet, welche am 1. Januar 1968 mit der Stadtgemeinde Voitsberg zusammengelegt wurde. Im Frühling 1922 wurde an der Teigitsch mit dem Bau des Teigitschkraftwerkes Arnstein, das 1925 fertiggestellt wurde, begonnen. Der Bau wurde großteils aus Italien finanziert, und das Kraftwerk brachte es bei seiner Fertigstellung auf eine Leistung von 21.000 kW. Die Ortsgruppe Arnstein des Steirischen Radioclubs errichtete in Arnstein im Herbst des Jahres 1923 die erste Radiostation des Bezirks Voitsberg. Im Sommer 1924 wurde die Feuerhilfsstelle Arnstein des steirischen Bauernbundes eingerichtet, welche bis in den August 1946 Bestand hatte. Im Jahr 1936 gab es eine Zweiggruppe Arnstein der Vaterländischen Front - Ortsgruppe Voitsberg, welche damals 106 Mitglieder zählte. Dazu kamen noch 46 Personen, die bei den Vaterländischen Wehrformationen gemeldet waren. In den Jahren 1925, 1932 und 1939 kam es zu Waldbränden, bei denen mehrere Hektar an Wald abbrannten. Im Jahr 1938 erfolgte die Anordnung, dass das Arnsteiner Kraftwerk der STEWEAG einen Werkluftschutz einzurichten hätte. Zwischen 1938 und 1941 wurde eine 100-kV-Leitung von den Kraftwerken an der Drau in Schwabegg nach Arnstein errichtet. Am 19. März 1944 kam es zu Bombenabwürfen der Alliierten über Arnstein, wobei der Bauernhof Scherlenz schwer beschädigt wurde.
Bei einem schweren Unwetter am 24. Juli 1948 wurden mahrere Holzbrücken im Arnsteiner Gebiet zerstört und die nach Großwöllmiß bis zu einem Meter tief unter Wasser. Am 1. Januar des Jahres 1968 wurde Arnstein in die Stadtgemeinde Voitsberg eingemeindet.

## Wirtschaft und Infrastruktur
Arnstein ist landwirtschaftlich geprägt, im 19. Jahrhundert gab es Schürfbaue für Eisenerz, welches aber ein zu geringes Vorkommen hatte um wirtschaftlich abgebaut werden zu können. Im 19. Jahrhundert wurde in Arnstein auch das von Hirschegg über den Gößnitzbach her verfloßte Holz verkohlt. Zu Beginn des 20. Jahrhunderts wurde das heutige Kraftwerk Arnstein teilweise auf dem Gebiet von Arnstein errichtet.
Die Haltestelle Krems in Steiermark der von der Graz-Köflacher Eisenbahn betriebenen Schnellbahnlinie  befindet sich auf dem Gebiet der Katastralgemeinde Arnstein. Auch das Gebäude der Freiwilligen Feuerwehr Krems in Voitsberg befindet sich auf Arnsteiner Gebiet.

## Bauwerke

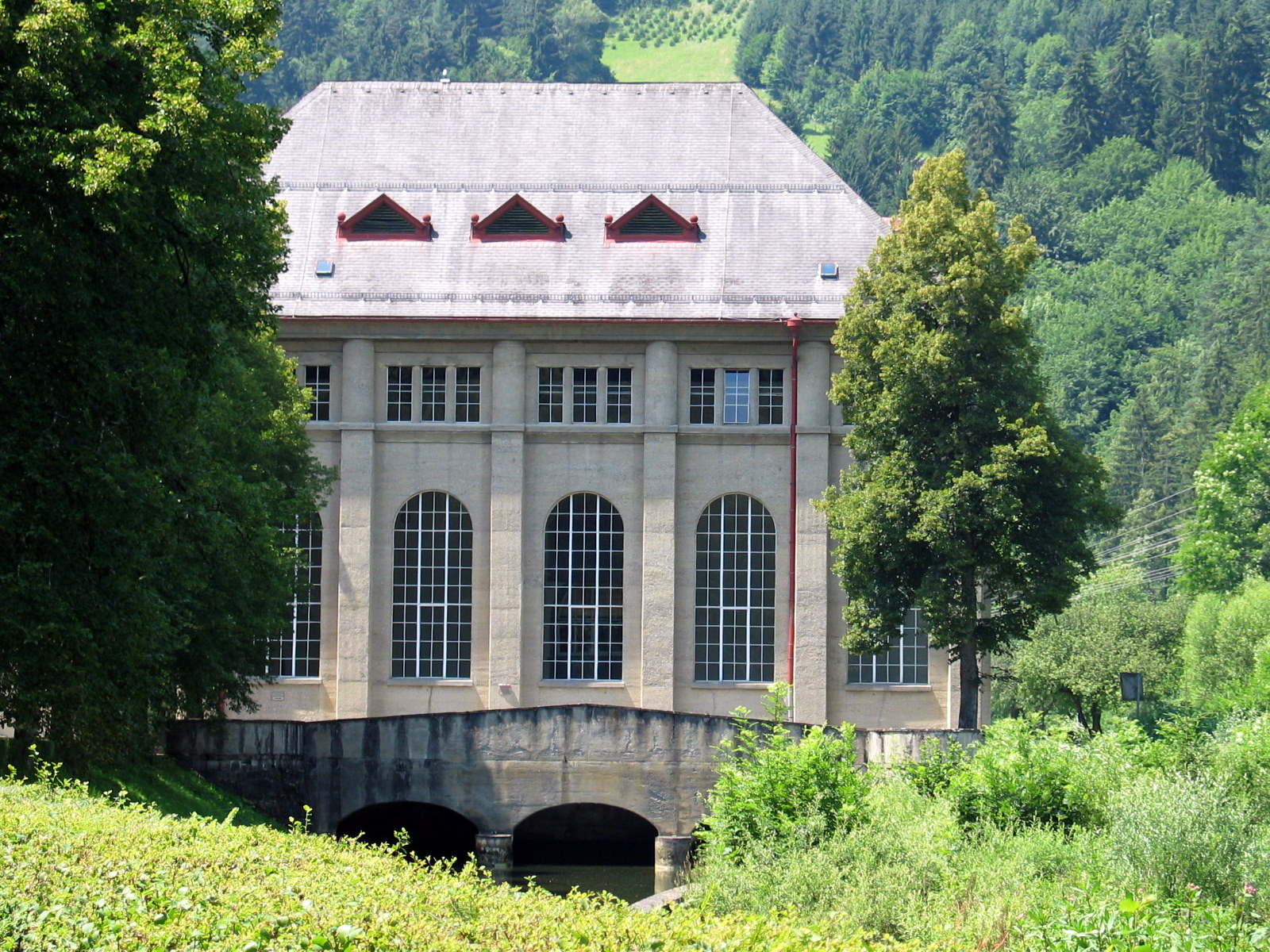
Das Kraftwerk Arnstein

Zu den bemerkenswertesten Bauwerken in Arnstein gehört das zwischen 1922 und 1925 erbaute Kraftwerk Arnstein. Weiters gibt es mehrere Kapellen und Bildstöcken in der Ortschaft. Zu den Kapellen des Ortes gehören die am 30. Mai 1926 geweihte Dreifaltigkeitskapelle mit einer an der Außenseite angebrachten Gedenktafel an die Gefallenen des Ersten Weltkrieges. Die Lindnerbauerkapelle mit einer Gedenktafel an die Gefallenen des Zweiten Weltkrieges wurde nach dem Zweiten Weltkrieg von der Katholischen Jugend Arnstein errichtet und am 2. September 1951 eingeweiht. Das im 17. oder 18. Jahrhundert errichtete Eisnerkreuz dient heute als Wegkreuz. Das Hauseggerkreuz wurde in den 1930er-Jahren als Denkmal für eine durch einen Blitzschlag getötete Person errichtet und das Koppenkreuz an der Straße nach Krems wurde nach dem Zweiten Weltkrieg an der Stelle eines ältern Holzkreuzes aufgestellt. Beim Gasthaus Pölzl steht ein, im Jahr 1910 erbauter und um 1980 renovierter Bildstock.